# بیمارستان امام حسن عسکری (زرقان)
بیمارستان امام حسن عسکری بیمارستانی است درمانی واقع در شهر زرقان، استان فارس وابسته به دانشگاه علوم پزشکی شیراز با ظرفیت ۳۰ تخت فعال که در سال ۱۳۹۱ شمسی تأسیس گردید.
بخش‌های بستری موجود در این بیمارستان عبارتند از: اطفال، داخلی، زایمان، جراحی و اورژانس بستری